# Villanueva de Valdegovía
Villanueva de Valdegovía es un concejo y la capital del municipio de Valdegovía, en la provincia de Álava, País Vasco (España).

## Localización
Este pueblo se ubica aproximadamente en el centro geográfico del municipio y bien comunicado, en plena carretera A-2622.
Las localidades vecinas más cercanas son Gurendes y Villanañe, siendo ambas y Villanueva regadas por el río Omecillo, afluente del Ebro.
La ciudad de Vitoria, capital de la provincia de Álava, está a unos 40 km, mientras que Miranda de Ebro está tan sólo a 27.

## Geografía
Villanueva de Valdegovía se encuentra en la cuenca verde y forestalmente rica del valle del río Omecillo, en una pequeña zona llana enclavada entre los Montes Obaneres-San Zadornil y la Sierra Salvada.

## Historia
El poblado del Pico de San Pedro lleva el origen de la localidad hasta la prehistoria, hasta la Edad de Hierro. Posteriormente, se tienen referencia a ella en la época romana, así como en las repoblaciones tras la época musulmana, en la cual se deshabitó.
En el siglo XV, reinando Enrique IV, ya aparece como parte de la provincia de Álava y durante la guerra de independencia la región participó en los preparativos de la batalla de Vitoria.

## Demografía
| Gráfica de evolución demográfica de Villanueva de Valdegovía entre 2000 y 2017 |
|                                                                                |
| Población de derecho según los censos de población del INE.                    |

## Monumentos

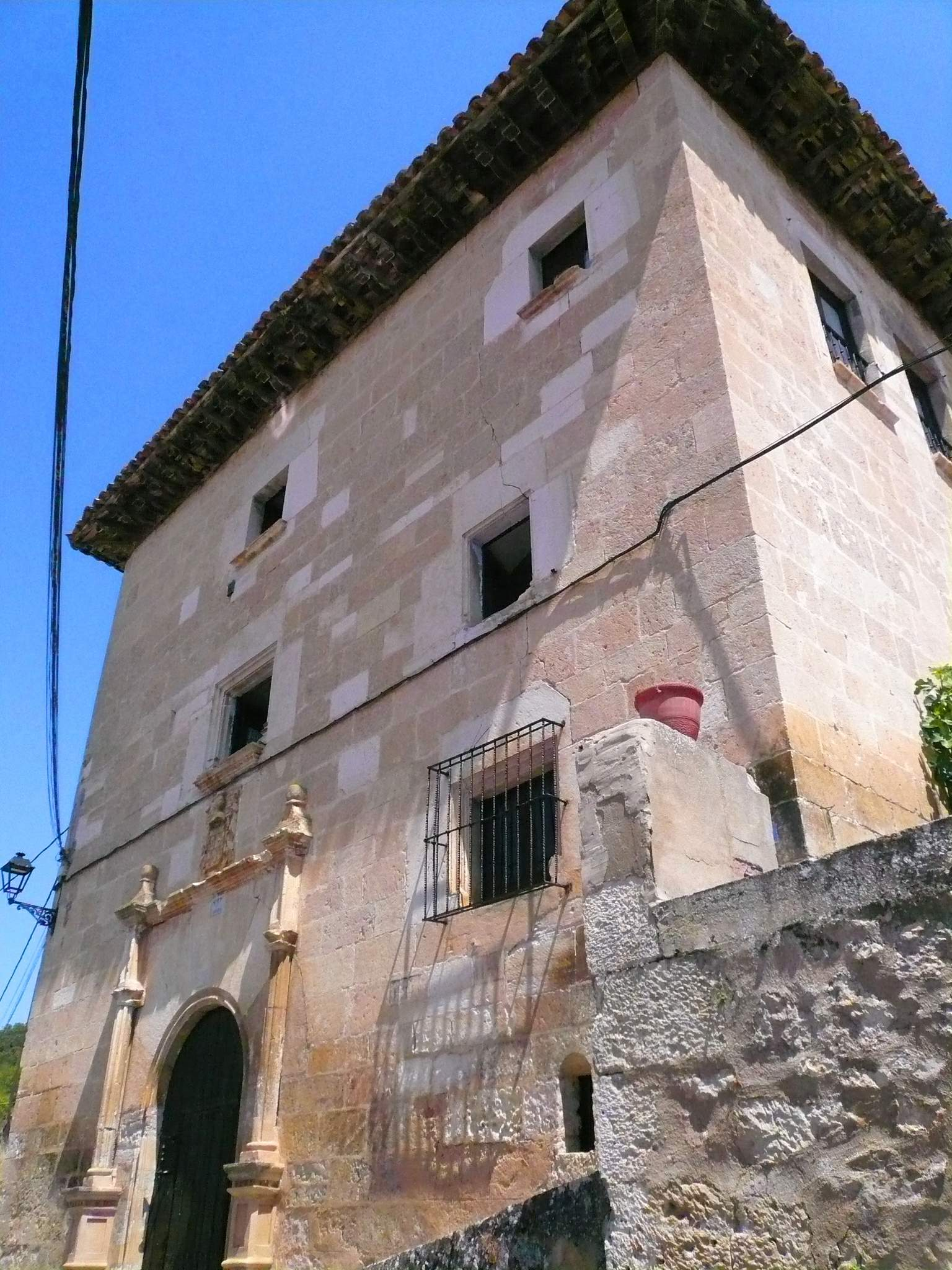
Palacio renacentista de los Angulo

Los principales monumentos del concejo son:
- Iglesia de Santa María, de origen románica pero reconstruida en época moderna.
- Casa Consistorial.
- Fuente de 1860.
- Palacio renacentista de los Angulo (siglo XVI).
- Molino del siglo XVIII ubicado en las afueras, en dirección a Gurendes.
- "La Sebe", única presa de madera de Euskadi, construida en 1781. Declarada "Bien de Interés Cultural" en 2011.

## Servicios
Villanueva no es el pueblo más poblado del valle (lo es Espejo), pero debido a su capitalidad municipal cuenta con todo tipo de servicios: casa consistorial, oficina de correos, colegio público, farmacia, centro médico, biblioteca municipal, oficina de turismo, piscina municipal, diversos establecimientos hosteleros, etc.

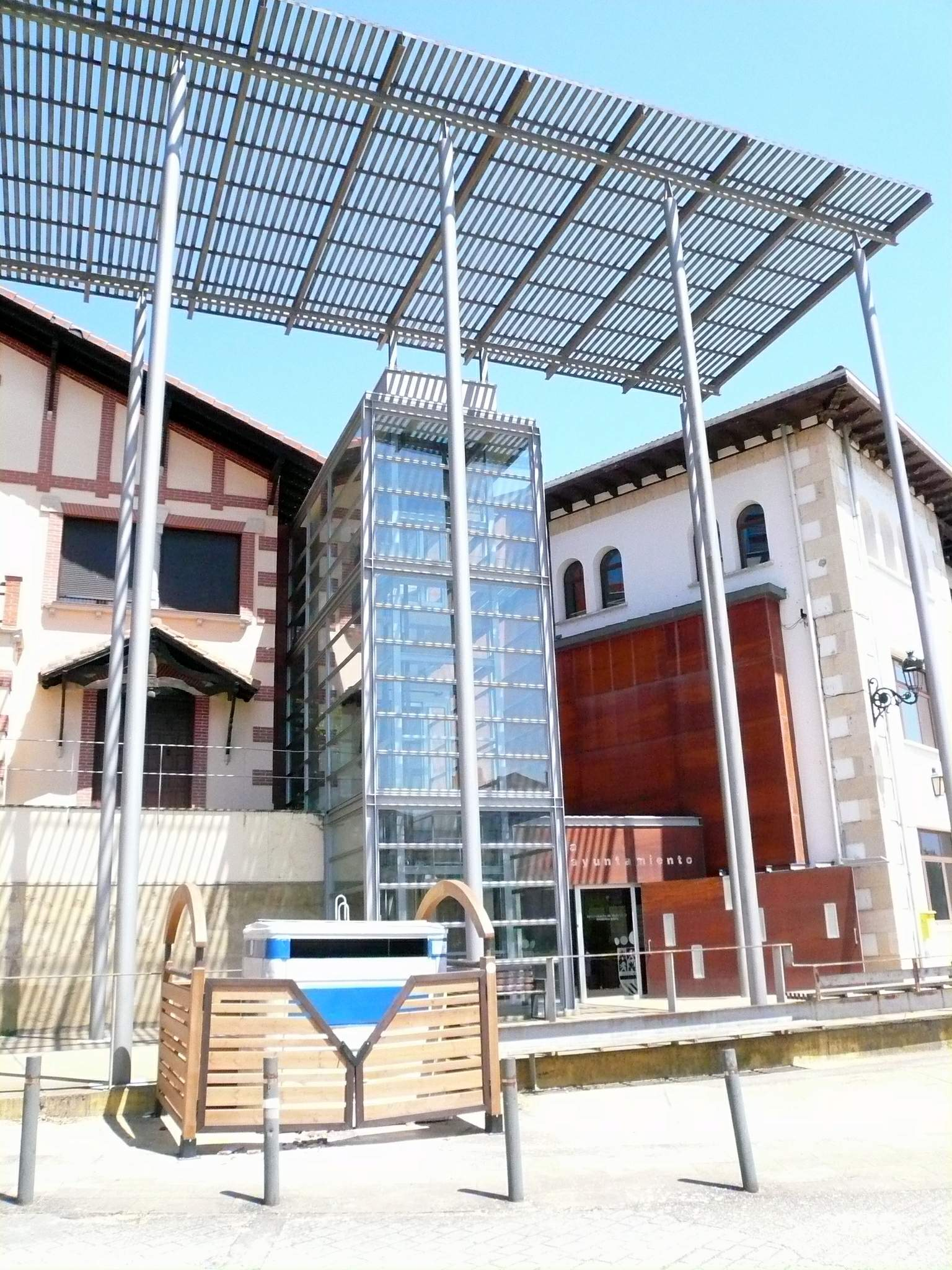
Ayuntamiento del municipio de Valdegovía en Villanueva de Valdegovía